# Bundesamt für Bevölkerungsschutz

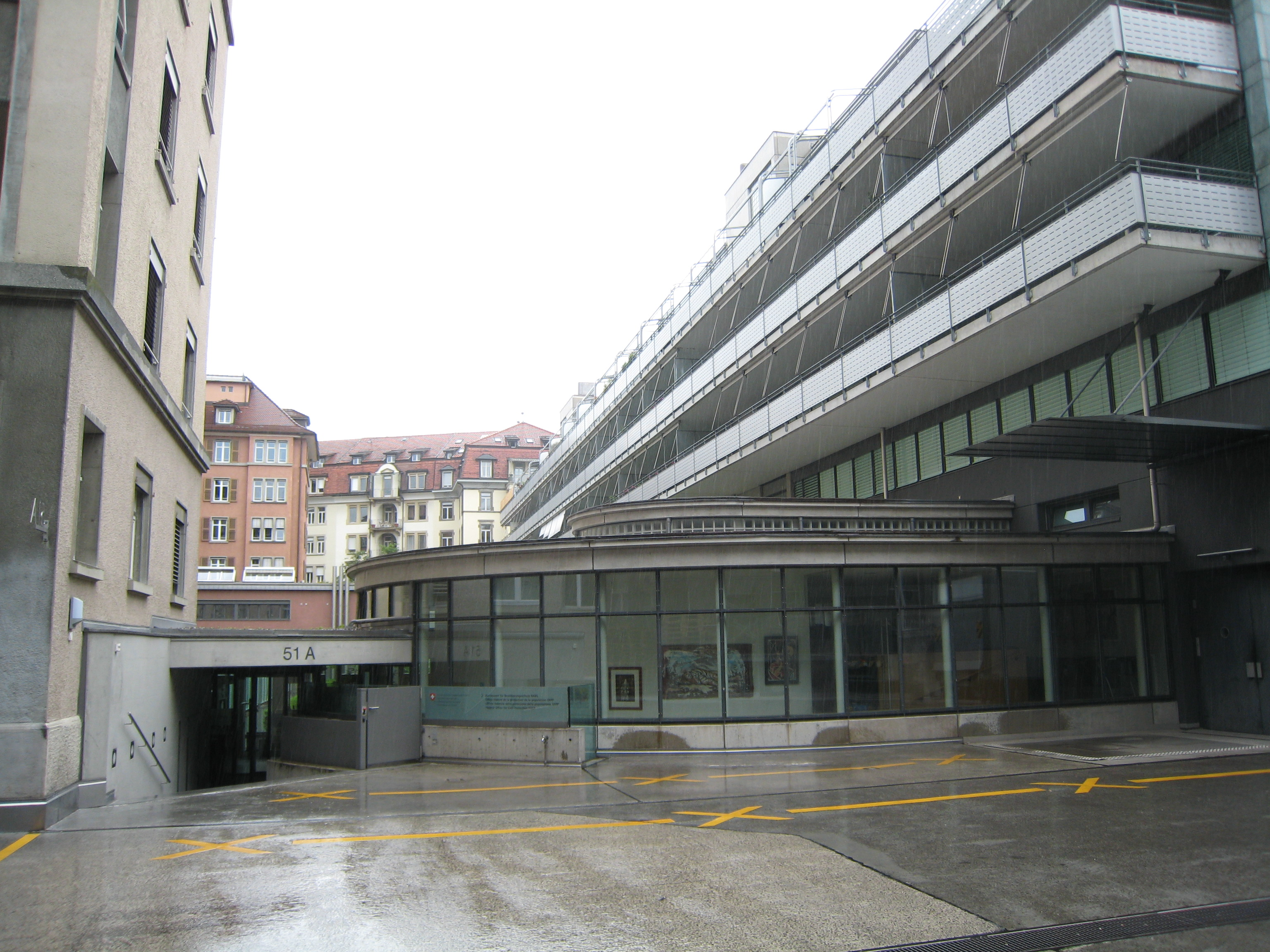
Eingang ehemaliger Hauptsitz BABS an der Monbijoustrasse 51a in Bern

Das Bundesamt für Bevölkerungsschutz BABS (französisch Office fédéral de la protection de la population OFPP, italienisch Ufficio federale della protezione della popolazione UFPP, rätoromanisch Uffizi federal da la protecziun da la populaziun UFPP, englisch Federal Office for Civil Protection FOCP) ist einer von fünf Departementsbereichen des Eidgenössischen Departements für Verteidigung, Bevölkerungsschutz und Sport (VBS) in der Schweiz.

## Geschichte
Das BABS ging 2003 aus dem früheren Bundesamt für Zivilschutz (BZS) hervor und wurde mit der Armeereform XXI dem VBS zugeordnet. Es hat seinen Hauptsitz heute in Bern am Guisanplatz 1B. 

## Aufgaben
Das BABS ist auf Bundesebene für alle Fragen des Bevölkerungsschutzes zuständig. Es unterstützt jene Stellen in der Schweiz, die in der Vorbeugung kollektiver Risiken und in der Ereignisbewältigung tätig sind, insbesondere betroffene Bundesstellen, die Kantone und die Partnerorganisationen des Verbundsystems Bevölkerungsschutz (Polizei, Feuerwehr, Zivilschutz, Gesundheitswesen und Technische Betriebe).
Das BABS hat folgende Aufgaben:
- Weiterentwicklung der Strategie des Bevölkerungsschutzes
- Koordination im Bevölkerungsschutz in Zusammenarbeit mit anderen betroffenen Bundesstellen, den Kantonen und Partnerorganisationen
- Risikoorientierte Planung von Schutz-, Rettungs- und Hilfeleistungsmassnahmen
- Unterstützung der Führung auf Stufe Bund in Fragen des Bevölkerungsschutzes
- Koordination der Forschung im Themenbereich Bevölkerungsschutz, Forschung in ausgewählten Bereichen des Bevölkerungsschutzes
- Betreiben des Schweizerischen Fachinstituts für den Schutz vor atomaren, radiologischen, biologischen und chemischen Bedrohungen und Gefahren
- Betreiben einer zentralen Einsatzorganisation für Warnung, Alarmierung und Verbreitung von Verhaltensanweisungen an die Bevölkerung sowie die Information von Medien und Bevölkerung
- Sicherstellung der Ausbildung im Bevölkerungsschutz auf Stufe Bund, in Zusammenarbeit mit den Kantonen und mit den Partnerorganisationen
- Planung und Steuerung der Schutzinfrastrukturprojekte, Sicherstellung der Werterhaltung von Schutzbauten bzw. Instandhaltung der technischen Systeme sowie Bereitstellung des Zivilschutzmaterials, in Zusammenarbeit mit den Kantonen
- Unterstützung der Kantone und internationale Mitarbeit im Bereich Kulturgüterschutz; verwaltet so beispielsweise das Inventar der Schweizer Kulturgüter von nationaler oder regionaler Bedeutung.

## Organisation
Zum Bundesamt für Bevölkerungsschutz gehören folgende Organisationseinheiten:
- die Geschäftsbereiche Konzeption und Koordination, Ausbildung (Zivilschutzausbildung), Infrastruktur (zuständig für Schutzbauten) und Support (BABS-intern) in Bern
- das Labor Spiez in Lattigen bei Spiez
- die Nationale Alarmzentrale in Zürich (bis 2016) sowie
- das Eidgenössische Ausbildungszentrum Schwarzenburg (EAZS) in Schwarzenburg

Insgesamt arbeiten rund 300 Mitarbeitende für das BABS in Bern, Schwarzenburg, Spiez und Zürich.

## Personalbestand ab 2007
| Jahr | Vollzeitstellen |
| ---- | --------------- |
| 2007 | 277             |
| 2008 | 274             |
| 2009 | 284             |
| 2010 | 288             |
| 2011 | 281             |
| 2012 | 282             |
| 2013 | 281             |
| 2014 | 284             |
| 2015 | 290             |
| 2016 | 279             |
| 2017 | 276             |
| 2018 | 279             |
| 2019 | 289             |
| 2020 | 289             |
| 2021 | 291             |
| 2022 | 284             |
| 2023 | 286             |
| 2024 | 287             |